# Pterolophia instabilis
Pterolophia instabilis là một loài bọ cánh cứng trong họ Cerambycidae.